# Galečić
Galečić är en ort i Bosnien och Hercegovina.   Den ligger i entiteten Federationen Bosnien och Hercegovina, i den centrala delen av landet, 90 km väster om huvudstaden Sarajevo. Galečić ligger 959 meter över havet och antalet invånare är 344.
Terrängen runt Galečić är huvudsakligen kuperad. Galečić ligger nere i en dal.Närmaste större samhälle är Livno, 14,3 km väster om Galečić. 
Trakten runt Galečić består till största delen av jordbruksmark. Runt Galečić är det ganska tätbefolkat, med 93 invånare per kvadratkilometer.